# The Metallica Collection
The Metallica Collection és una caixa recopilatòria realitzada per la banda estatunidenca Metallica. Fou publicada el 14 d'abril de 2009 mitjançant iTunes Store, i posteriorment a través d'altres botigues de música digitals. La caixa inclou tots els àlbums d'estudi de la banda amb material extra realitzats entre els anys 1983 i 2008.

## Contingut
Àlbums incloses en la caixa amb les respectives cançons extres:
- Kill 'Em All (1983)
  - «The Four Horsemen (Live)»
  - «Whiplash (Live)»
- Ride the Lightning (1984)
  - «For Whom the Bell Tolls (Live)»
  - «Creeping Death (Live)»
- Master of Puppets (1986)
  - «Battery (Live)»
  - «The Thing That Should Not Be (Live)»
- ...And Justice for All (1988)
  - «One (Live)»
  - «...And Justice for All (Live)»
- Metallica (1991)
- Load (1996)
- Reload (1997)
- Garage Inc. (1998)
- S&M (1999)
- «I Disappear» (2000)
- St. Anger (2003)
- Some Kind of Monster (2004)
- Live from Live Earth (iTunes exclusive EP) (2007)
- Death Magnetic (2008)

### Llista de cançons deLive from Live Earth
Enregistrament del concert benèfic Live Earth de Londres, on Metallica va tocar el 7 de juliol de 2007.
1. «Sad but True»
2. «Nothing Else Matters»
3. «Enter Sandman»

## Personal
- James Hetfield – cantant, guitarra rítmica
- Kirk Hammett – guitarra solista
- Cliff Burton – baix, veus addicionals
- Lars Ulrich – bateria, percussió
- Jason Newsted – baix, veus addicionals
- Robert Trujillo – baix

Personal addicional
- Bob Rock – baix